# 贝娜齐尔·布托遇刺案
貝娜齊爾·布托遇刺案發生於2007年12月27日，巴基斯坦前總理暨反對黨巴基斯坦人民黨領袖貝娜齊爾·布托於拉瓦爾品第參加競選集會時被一名槍手開槍擊中頸部和胸部，襲擊者隨後引爆身上炸彈。貝娜齊爾於当地时间下午6時16分傷重不治，終年54歲。包括她在內至少有20人死亡，死者亦包括警察，另有許多人受傷。她的死因有兩種說法：
1. 醫院消息指槍手發的三槍其中兩槍擊中她頭部致死；
2. 巴基斯坦政府指槍擊手發的三槍都沒有擊中她，只是槍擊手後來引爆炸彈，她受衝擊力而頭部撞向车厢頂部而頭骨破裂致死。

## 背景
贝·布托曾在1988年至1990年及1993年至1996年期间两度出任巴基斯坦总理，1999年因被指控腐败而流亡海外。在迪拜及伦敦流亡8年后，她获总统穆沙拉夫特赦，以实现权力分享。贝·布托2007年10月18日返回巴基斯坦卡拉奇，准备将于翌年举行的选举。贝·布托返国后随即遭遇到针对她的炸弹袭击，该起袭击造成超过130人死亡，数百人受伤，但并没有伤及贝娜齐尔本人。

## 詳情
貝娜齊爾剛結束在拉瓦爾品第舉行的巴基斯坦人民黨選舉活動，在離開時遇襲。現時警方指或許有多於一位行刺者向正準備離開會場的貝娜齊爾的防彈坐駕開槍，槍擊失敗後就進行自殺式炸彈襲擊根據Getty Images攝影師John Moore表示，貝娜齊爾站立在坐駕的天窗位置向支持者揮手，在兩響槍聲後便向坐駕內跌下。巴基斯坦內政部（页面存档备份，存于）表示貝娜齊爾是被槍擊傷及頸部所殺。據多個傳媒報導，袭击者在确认貝娜齊爾被击中后引爆了自己身上的炸弹。
巴基斯坦人民黨的安全顧問Rehman Malik表示殺手向身在車外的貝娜齊爾開槍射擊，擊中她的頸部和胸口，之後引爆身上炸藥。Malik譴責政府保護貝娜齊爾不力。當地內政部發言人Javed Cheema指貝娜齊爾被放置在炸彈內的物件所傷。
貝娜齊爾被送往拉瓦爾品第一所醫院。最初巴基斯坦人民黨發言人Farhatullah Babar表示貝娜齊爾安然無恙，但貝娜齊爾在當地時間晚上6時16分証實死亡，另外16至20人在附近Liaquat National Bagh參與競選活動其間遇襲死亡。
拉瓦爾品第的Liaquat Bagh公園的名稱沿自巴基斯坦首任總理利雅卡特·阿里·汗，他在1951年在同一地點遇刺身亡。

## 责任
AKI通訊報道，基地組織一名發言人宣布為貝娜齊爾被殺一事負責。基地發言人亞茲德說：「我們終結了最有價值的美國資產，她曾發誓要擊敗穆斯林游擊隊。」

## 國際反應
刺殺事件在國際間廣泛報導：
- 阿富汗 – 阿富汗總統哈米德·卡尔扎伊认为：「这样胆小懦弱、极端残忍的行为应该得到最强烈的谴责。」他同时还赞扬布托「全心全意的为巴基斯坦地区和人民献出了自己的生命」[11]
- – 澳洲總理陆克文说：“不允许在幕后的极端主义者再发生这样的事情。”他还谴责了这样的杀戮行为。他赞扬了布托的勇气和决心，他说“尽管之前在10月份她回到巴基斯坦就有人企图暗杀她，并且造成了100多人丧生，但是她仍然拒绝向对她生命进行的威胁妥协”[12]
- – 孟加拉国总理法赫尔丁·艾哈迈德谴责这起袭击，说这场袭击是一场“震动世界的、不可宽恕的罪行”孟加拉国政府和人民为巴基斯坦的同胞兄弟的悲剧感到伤心。[13]
- 加拿大 – 加拿大總理史蒂芬·哈珀形容这场暗杀为“可恶的恐怖主义”。[14]
- 中国 – 中华人民共和国外交部发言人秦刚表示中方强烈谴责这一恐怖行径，并“对贝·布托遇害感到震惊，向贝·布托及其他遇难者家属表示慰问”。[15]
- 欧盟 – 歐洲委員會主席若澤·巴羅佐譴責這起暗殺是「對民主及對巴基斯坦的攻擊」，並且（希望）巴基斯坦會繼續留在回歸民主文明統治的道路之上。[11]
- 印度 – 印度總理曼莫汉·辛格说他说「當我听到布托被暗杀时，他感到极端的震惊。布托女士不僅是一名政治领袖，而且给她同时代的人们留下了深深的烙印。她以往的貢獻為印巴關係帶來一點希望，同時，她的堅持並過往沒有生氣的印巴關係徹底的打破。而她的離世，令到次大陸失去一個為國家爭取民主和調解紛爭的超卓領袖。貝娜齊爾的逝世方式述提醒了人們應以積極態度把這些常見而危險的悲劇連根拔起。總之，我對受到令人憂傷打擊的貝娜齊爾家人和巴基斯坦人民表示衷心慰問。」印度前首相穆克吉（Pranab Mukherjee）說他「聽到貝娜齊爾·布托死亡時感到震驚和恐怖。」，因為她「對民主的貢獻，對印巴關係的改進，恢復巴基斯坦的正常將會成為一個啟示，是位次大陸裏勇敢和超卓的女領袖。而她遇上這次野蠻而極度可怕的襲擊更激發起我們對抗這種災難的決心。」[11][16]
- 英国 – 英國首相白高敦聲明：「班納姬·布托雖被恐怖份子所殺，但恐怖份子必不能殺掉巴基斯坦的民主，這起暴行加強了我們的決心，恐怖份子無論在這裡、那裡或其他世界任何一個角落均無法取得勝利」。[11]布朗進一步宣稱應該為此事負責的人是「畏懼民主的懦夫」，英國政府將會「與在英國及世界其他地方的巴基斯坦社群共同努力，如此我們才能有一個和平、安全及民主的巴基斯坦」。[11][17]英國外交部長文禮彬發表短講：「關於娜齊爾·布托的襲擊，激進組織發動襲擊的目的，是要危害巴基斯坦的民主進程，他們無法成功.這是一個合適的時機去克制，但要團結起來。」同時，他也表示「極度震驚」。[18]
- 联合国 – 聯合國秘書長潘基文表示：「我強烈譴責這起可憎的犯罪，並且要求罪犯儘快被繩之以法。這事件呈現對巴基斯坦的穩定與民主進程的攻擊。」[11]聯合國安全理事會將舉行緊急會議討論巴基斯坦局勢。[19]
- 美国 – 爆炸案發生後，國務院白宮發言人史科特·斯坦佐（Scott Stanzel）發表譴責：「這起攻擊顯示在巴基斯坦仍有一些人試圖破壞巴基斯坦的和解與民主發展[20] ，但因為當時布托是否喪生尚未被確認，故未就布托喪生作出評論。隨後，美國總統喬治布殊強烈譴責此樁暗殺，呼籲將殺手绳之以法。[21][22]喬治布殊並谴责这起暗杀是“恐怖分子的懦弱行径”，他鼓励巴基斯坦人民“尊敬布托，并像她一样为民主进程而努力”布什还强烈的赞扬布托，形容她在今年早些时候“明知道他回国可能会威胁到她的生命，但是她没有让她的国家被刺客统治。”[23]隨後的記者會中，斯坦佐說「製造這場暴力的人是民主之敵」。[24]美東時間12月27日13:00的另一場記者會中，一位美國國務院發言人宣稱「巴基斯坦民主進程的任何延誤或落後，將會是應為布托遇刺負責的極端主義份子的勝利」，他並宣稱「繼續民主程序可能是解救極端主義的最佳良藥」。他要求一個「可信的、透明的」調查，並且暗示對於本事件「國際間廣泛的憤怒」。[25]他並表示喬治布殊總統在美東時間13:15與穆沙拉夫通話。[26]
- 俄羅斯 – 外交部發言人Mikhail Kamynin表示：「我們堅定地譴責這件恐怖主義行為，我們表達我們對貝娜齊爾·布托親屬及所愛之人的哀悼，我們希望巴基斯坦領導當局能勉力完成採取必要的行動，確保國家的穩定」。[27]
- 梵蒂冈 – 梵蒂岡發言人Federico Lombardi表示：「這起攻擊顯示要安撫一個被暴力加諸的民族是多麼極端地困難」。他並且表示梵蒂岡分擔巴基斯坦人民的哀傷。[11]

## 葬禮
遇刺身亡的巴基斯坦人民黨主席貝娜齊爾·布托於2007年12月28日（星期五）下午舉行葬禮。她的遺體在2007年12月28日下午1時20分由拉瓦爾品第Chaklala空軍基地移送至Sukkur機場。她的丈夫和子女亦陪同左右。較早前她的丈夫和子女由專機送抵Chaklala空軍基地。